# الهلال الشرقیه
الهلال الشرقیه یک منطقهٔ مسکونی در قطر است که در شهرداری دوحه واقع شده‌است.